# Contea di Story
La contea di Story (in inglese Story County) è una contea dello Stato dell'Iowa, negli Stati Uniti. La popolazione al censimento del 2000 era di 79 981 abitanti. Il capoluogo di contea è Nevada.